# Gennadi Jevrjoezjchin
Gennadi Jevrjoezjchin (Russisch: Геннадий Егорович Еврюжихин) (Kazan, 4 februari 1944 –  Moskou, 15 maart 1998) was een voetballer uit de Sovjet-Unie.

## Biografie
Jevrjoezjchin begon zijn carrière bij kleinere clubs uit Leningrad en maakte in 1966 de overstap naar Dinamo Moskou, waar hij tien jaar speelde. Hij werd één keer landskampioen met de club en won twee keer de beker. In 1972 bereikte hij met Dinamo de finale van de Europacup II, die ze verloren van Glasgow Rangers.
Hij speelde 37 wedstrijden voor het nationale elftal en nam deel aan het EK 1968 en het WK 1970. Met de Olympische selectie behaalde hij de bronzen medaille op de Olympische Spelen in München.